# (689) Zita
(689) Zita – planetoida z grupy pasa głównego asteroid okrążająca Słońce w ciągu 3 lat i 192 dni w średniej odległości 2,32 j.a. Została odkryta 12 września 1909 roku w Obserwatorium Uniwersyteckim w Wiedniu przez Johanna Palisę. Nazwa planetoidy pochodzi od cesarzowej Austrii Zyty Burbon-Parmeńskiej, żony Karola I Habsburga. Przed jej nadaniem planetoida nosiła oznaczenie tymczasowe (689) 1909 HJ.